# سی‌بی‌اس فیلمز
سی‌بی‌اس فیلمز شرکت تهیه و توزیع فیلم آمریکایی است که در سال ۲۰۰۷ تأسیس شد. این شرکت از زیرمجموعه‌های شرکت سی‌بی‌اس بوده و توانایی ساخت ۴ تا ۶ فیلم در سال، با بودجه‌ی ۵۰ میلیون دلاری را دارد.
ساختمان مرکزی شرکت در لس‌آنجلس در کالیفرنیا قرار دارد.
از جمله فیلم‌های مشهور این شرکت، فیلم سریع‌تر محصول سال ۲۰۱۰ و با بازی دواین جانسون است. یکی از جدیدترین فیلم‌های آنان نیز آخرین وگاس، با بازی ستارگانی همچون رابرت د نیرو و مورگان فریمن است.